# エリアス・エルナンデス
エリアス・エルナン・エルナンデス・ハクインデ（スペイン語: Elías Hernán Hernández Jacuinde、1988年4月29日 - ）は、メキシコのサッカー選手。メキシコ代表。ポジションはMF。

## クラブ歴
2007年10月27日にモナルカス・モレリアで初出場、60分にアンデルソン・ダ・シウヴァに代わっての出場であった。その後は出場機会には恵まれなかったが得点を重ねた。2009-10シーズンには12得点7アシストで準決勝進出に貢献した。コパ・リベルタドーレス2010では6試合全てに出場し3アシスト。
2011年夏にCFパチューカに移籍。2012年にUANLティグレスに移籍し、翌年にクラブ・レオンに期限付き移籍、その後完全移籍した。2018年夏にクルス・アスルに移籍。

## 代表歴
2010年8月、エンリケ・メサ監督代理にスペイン代表戦のメンバーとして招集された。この試合の66分にジョバニ・ドス・サントスに代わって出場し代表初出場。同年9月7日にコロンビア代表戦で代表初得点。

## 個人成績
2018年6月14日現在
| #  | 日附          | 場所                                       | 対戦相手       | 得点 | 結果 | 大会                        |
| -- | ------------- | ------------------------------------------ | -------------- | ---- | ---- | --------------------------- |
| 1. | 2010年9月7日  | モンテレイ・エスタディオ・ウニベルシタリオ | コロンビア     | 1–0  | 1–0  | 親善試合                    |
| 2. | 2017年6月28日 | ヒューストンNRGスタジアム                  | ガーナ         | 1–0  | 1–0  | 親善試合                    |
| 3. | 2017年7月1日  | シアトル・センチュリーリンク・フィールド   | パラグアイ     | 2–0  | 2–1  | 親善試合                    |
| 4. | 2017年7月9日  | サンディエゴ・クアルコム・スタジアム       | エルサルバドル | 2–1  | 3–1  | 2017 CONCACAFゴールドカップ |

## タイトル

### クラブ
モレリア
- スーパーリーガ: 2010

レオン
- リーガMX: 2013アペルトゥーラ, 2014クラウスーラ

### 代表
メキシコ
- CONCACAFゴールドカップ: 2011
- CONCACAFカップ: 2015

### 個人
- リーガMXベストイレブン: 2017アペルトゥーラ